# Norra Vika
Norra Vika ist ein Ort (småort) der Gemeinde Mora in der schwedischen Provinz Dalarnas län und der historischen Provinz Dalarna.
Der Ort liegt in der Nähe des Siljansees. Durch den Ort führt der riksväg 26 (Europastraße 45) vorbei. Der Bahnhof an der Inlandsbahn ist ohne Nutzung, da hier der Zugverkehr eingestellt ist. Norra Vika teilt sich mit den Nachbarorten Stenis und Södra Vika eine Schule.